# Cementiri de les Corts
El Cementiri de les Corts és un recinte funerari de Barcelona, del qual estan catalogats com a bé cultural d'interès local els murs de tanca, l'edifici d'administració i la capella.

## Història
El 1836, les Corts es va segregar de Sarrià i va esdevenir un municipi independent. El seu primer alcalde va ser Vicenç Cuyàs, que va cedir uns terrenys de la seva propietat (on ara hi ha el tanatori) per a construir-hi un cementiri, projectat el 1846 per l'arquitecte Josep Oriol Mestres i inaugurat el 1847.
El 1885, aquest primer recinte va ser ampliat pel costat de ponent, on ara hi ha els departaments segon i tercer, mitjançant l'adquisició d'uns terrenys a Dolors Campreciós i Soler. El 1913, s'hi va dur una important reforma i ampliació, projectada per Pere Falqués amb l'ajut d'Agustí Domingo i Verdaguer, que el va substituir a la seva mort el 1916, amb un nou mur de tancament, l'edifici d'administració i la capella de planta de creu grega i estil historicista neogòtic, amb vidrieres emplomades.
El 1993 s'hi va construir un modern tanatori, obra de Marina Salvador.

## Descripció
Cementiri dividit en vuit departaments, on hi ha tombes, nínxols i com panteons. El monument funerari més destacat per la seva història és el dedicat als 726 soldats repatriats d'Ultramar que varen morir a Cuba i Filipines. Té 34.417 m² i 28.339 sepultures.
Hi destaquen una Pietat en bronze de Josep Viladomat, a la capella, i la tomba-panteó dels Repatriats d'Ultramar, al departament tercer.

### Enterrats notables

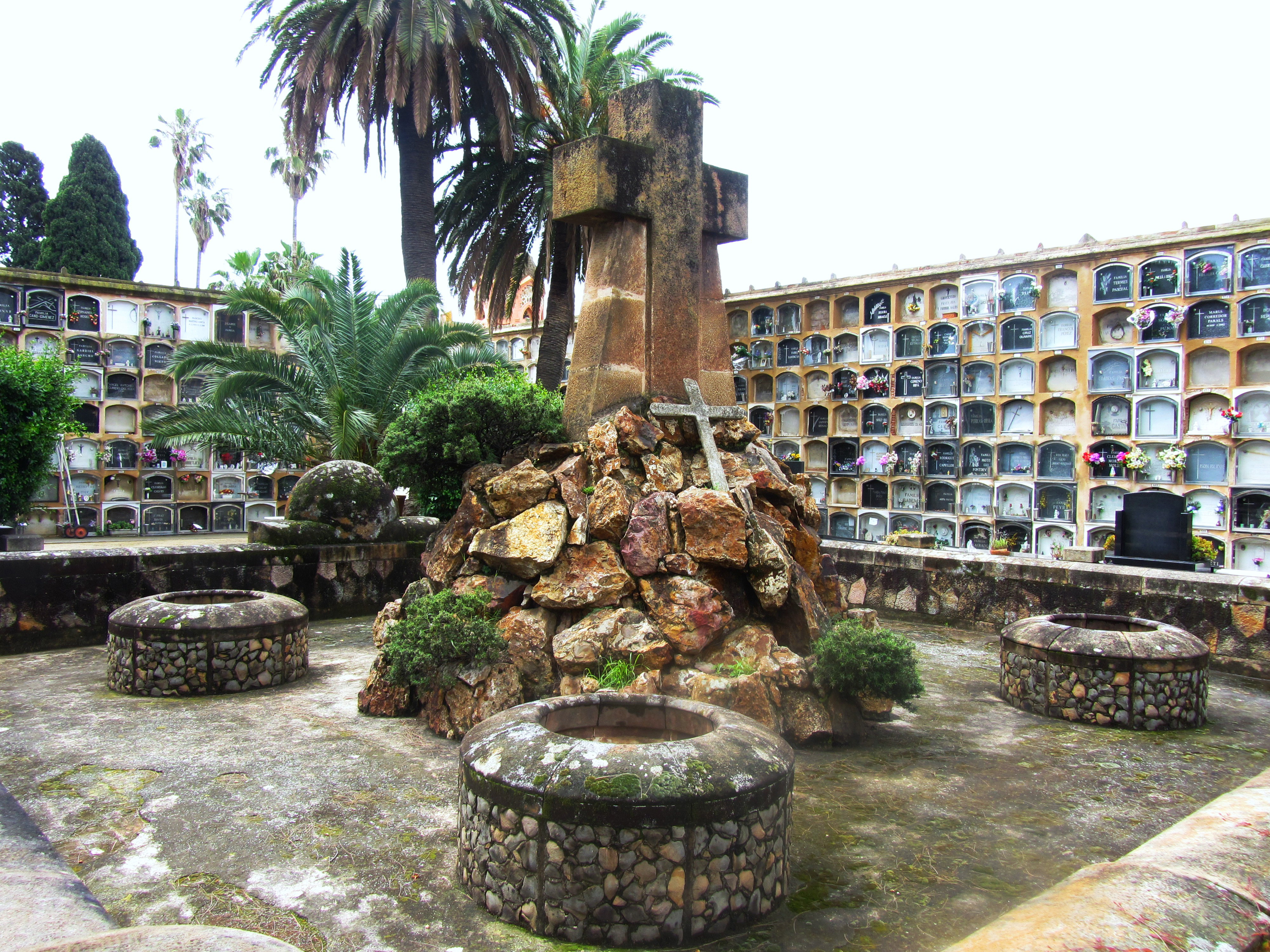
Monument als repatriats d'ultramar

Entre les persones que s'hi han enterrades hi ha (per ordre cronològic de mort):
- Pau Llorach i Malet (Les Piles, 1839 – Barcelona, 1890), metge i psiquiatre (Dep. 2, panteó 1)
- 734 soldats morts a Cuba i les Filipines en 1898 i 1899 (al panteó dels Repatriats).
- Carlos González Montes de Oca (Viesca, Mèxic, 1846 - Barcelona, 1917), militar i polític.
- Frederic Clascar i Sanou (Santa Coloma de Farners, 1873 — Barcelona, 1919), sacerdot, liturgista, filòleg i traductor de la Bíblia.
- Pere Farró i Llorella (Sarrià de Ter, 1894- Barcelona, 1920), pintor i il·lustrador (Dep. central, nínxol 3324)
- Vicent Climent Navarro (València, ca. 1872 - Barcelona, 1923) pintor[6]
- Loránd Orbók (Hongria, 1884 - Barcelona, 1924), dramaturg hongarès (nínxol 1730, dep. V).
- Ramon Turró i Darder (Malgrat de Mar, 1854 - Barcelona 1926), veterinari, biòleg i filòsof (Dep. central, nínxol 3087)
- Pere Barnils i Giol (Centelles, 1882 - Barcelona, 1933), filòleg i fonetista.
- Antoni Cots i Trias (Barcelona, 1874 - 1935), pedagog, director de l'Acadèmia Cots i autor de llibres per a l'ensenyament del comerç i d'ortografia.
- Luis de Ulloa Cisneros (Lima, 1869 - Barcelona, 1936), historiador especialitzat en temes colombins.
- Josep Torres i Vilalta, Toresky (Barcelona 1869 - 1937),locutor de ràdio (Dep. central, nínxol 3621).
- Felip Cortiella i Ferrer (Barcelona, 1871-1937), dramaturg, escriptor i tipògraf anarquista i catalanista
- Blas Zambrano (Segura de León, Badajoz, 1874 - Barcelona, 1938), mestre, filòsof i pedagog.
- Juan López Merino (Màlaga, 1907 - Barcelona, 1938), periodista i dramaturg, director del Heraldo de Melilla.
- Walter Katz (Alemanya, 1913 - Serós, Segrià, 1938), pilot, voluntari en la defensa aèria de Barcelona (sector jueu).
- Felip Coscollà i Plana (Graus, Osca, 1880 - Barcelona, 1940), escultor.
- Prudenci Bertrana i Comte (Tordera, 1867 – Barcelona, 1941), escriptor (Dep. central, nínxol 710, Família Quintana)
- Gabriel Bau i Fortanete (Barcelona, 1892 - 1944), futbolista del FC Barcelona.
- Juan José Núñez (Barcelona, 1912-1944), impressor i industrial paperer (Dep. 5, panteó 44)
- Montserrat Casals i Baqué, coneguda com a Elena Jordi (Cercs, 1882 - Barcelona, 1945), actriu i empresària teatral, primera directora de cinema a Espanya (Dep. 5, nínxol 10164)
- Frederic Alfonso i Ferrer (València, 1879 - Barcelona, 1946), pedagog i compositor català (Dep. Central, nínxol 3.069)[7]
- Emili Vallès i Vidal (Igualada, 1878 - Barcelona, 1950), gramàtic.
- Lluís Gonzaga Jordà i Rossell (les Masies de Roda, 1869 – Barcelona, 1951), músic, compositor i empresari musical, fundador de Casa Beethoven (Dep. 5, nínxol 10019, Família Badrena Massó)
- Isabel Llorach i Dolsa (Barcelona, 1874 - 1954), figura destacada de la burgesia, dinamitzadora de la vida cultural i social (Dep. 2, panteó 1)
- Lluís Garcia i Falgàs (València, 1880 o 1881 - Barcelona, 1954), pintor, il·lustrador i grafista.[8]
- Antoni Batlle i Mestre (Sitges, 1888 - Barcelona, 1955), sacerdot i pedagog, impulsor de l'escoltisme (Dep. central, nínxol 3931).
- Francesc Xavier Altès i Roig (Barcelona, 1888 - 1955), impressor i editor (Dep. 5, 4, nínxol 5415)
- Pere Ynglada (Santiago de Cuba, 1881 - Barcelona, 1958), dibuixant.
- Conrad Cadirat i Baqué (Barcelona, cap a 1930 – 1959), pilot de motociclisme (Dep. central, tomba 66).
- Francesc Folguera i Grassi (Barcelona, 1891 - 1960), arquitecte (Dep. 8, nínxol 378)
- Agustí Sancho Agustina (Bell-lloc, 1896 - Barcelona, 1960), futbolista del FC Barcelona.
- Vicenç Piera i Pañella, "la Bruixa" (Barcelona, 1903 – 1960), extrem dret del FC Barcelona (Dep. 5, nínxol 7434).
- Ana Renaud Muntané, Madame Renaud (Carme, 1868 – Barcelona, 1961), modista (Dep. 5, tomba especial 4)
- Paulino Alcántara Riestra (Iloilo, Filipines, 1896 - Barcelona, 1964), futbolista del FC Barcelona i metge (Dep. 5, 1, 4292).
- Marina Alcañiz (Marina Pubillones Guallart) (Madrid, 1883 - Barcelona, 1965), actriu
- Francisco Martínez García Sisquillo (Barcelona, 1930 - 1965), ciclista i mecànic.
- Rafael Tasis i Marca (Barcelona, 1906 - París, 1966), escriptor i polític
- Francisco Darnís Vicente (Barcelona, 1910 - 1966), dibuixant de còmics (Dep. 3, via 4, nínxol 136)
- Albert Aguilà i Masip (Barcelona, 1924 - Caracas, 1966), cantant d'òpera.
- Julio César Benítez Amodeo (Montevideo, 1940 - Barcelona, 1968), futbolista del FC Barcelona.
- Margarida Orfila Tudurí (Maó, Menorca, 1889 - Barcelona, 1970), compositora, pianista i professora de música (Dep. Central, nínxol 3.069)[7]
- Joan Balcells i Garcia (Barcelona, 1882 - 1972), compositor, fundador de l'Orfeó Gracienc (Dep. 2, nínxol 290, pis 5)
- Víctor Moya Calvo (València, 1889 - Barcelona, 1972), pintor.
- Josep Samitier i Vilalta (Barcelona, 1902 - 1972), futbolista i entrenador del FC Barcelona (Dep. central, tomba menor 18).
- Jaume Planas i Simó (Barcelona, 1889 - 1974), tenor i compositor, popular els anys vint i trenta.[9]
- Juli Salvador (Barcelona, 1906 - 1974), director de cinema.
- Carme Buxadós i Brualla (Barcelona, 1897 - 1979), actriu (Dep. 5, 3, 5918)
- Concepció Panadès i Juanengo (Manila, Filipines, 1908 - Barcelona, 1981),a soprano catalana. (Dep. 2, pis 7, nínxol 252)
- Francesca Cecília Gubert i Rafanell (Barcelona, 1906 - 1985), soprano.
- Agustí Centelles (el Cabanyal, València, 1909 - Barcelona, 1985), fotògraf (Secció 5, 1r pis, nínxol 8.086).
- Josefina Tàpias (Barcelona, 1903 - 1988), actriu (Dep. 2, 4, nínxol 94).
- Ramon Bruguera i Álvarez (Barcelona, 1899 - 1988), futbolista (Dep. 8, nínxol 868).
- Frederic Marès i Deulovol (Portbou, 1893 - Barcelona, 1991), escultor i col·leccionista (Dep. central, nínxol 1341).
- Roser Coscolla i Ferrer (Barcelona, 1903 - Granollers, 1991), actriu[10]
- Narcís de Carreras i Guiteras (La Bisbal d'Empordà, 1905 – Barcelona, 1991), advocat i polític, president del FC Barcelona (Dep. central, tomba 57)
- Elemér Berkessy (Nagyvárad, Hongria, 1905 - Barcelona, 1993), futbolista i entrenador (Dep. 6, nínxol 498)
- Josep Soligó i Tena (Barcelona, 1910 - 1994), il·lustrador i cartellista cinematogràfic (Dep. 5, 4, nínxol 6472).
- César Rodríguez Álvarez (Lleó, 1920 - Barcelona, 1995), futbolista del FC Barcelona (Dep. central, 2, nínxol 2.767, de la família Rodríguez – Revillo).
- Maria Teresa Balcells i Llastarry (Dusfort (Anoia), 1912 - Barcelona, 1996), pianista (Dep. 2, 5, nínxol 290).
- Horacio Sáenz Guerrero (Logronyo, 1921 - Dénia, 1999), periodista, director de La Vanguardia.
- Lluís Torner i Bové (Barcelona, 1922 - 1999), actor (Dep. 8, 3, nínxol 488).
- Àngel Mur Navarro (Barcelona, - 2000), massatgista del F. C. Barcelona (Dep. central, nínxol 4098)
- Joan Capri, Joan Camprubí i Alemany (Barcelona, 1917 — 2000), actor, humorista i monologuista (Dep. central, nínxol 4384).
- Miguel Gila Cuesta (Madrid, 1919 - Barcelona, 2001), humorista i comediant.
- Francisco Javier González Urruticoechea, Urruti (Sant Sebastià, 1952 - Barcelona, 2001), futbolista, porter del FC Barcelona (Dep. 6, 2, nínxol 1021).
- László Kubala Stecz (Budapest, 1927 - Barcelona, 2002), futbolista del FC Barcelona (Dep. 6, 2, nínxol 625).
- Agustí Contijoch i Mestres (Barcelona, 1928 - 2002), empresari i polític.
- Pere Bohigas i Balaguer (Vilafranca del Penedès, 1901 - Barcelona 2003), filòleg, historiador i bibliòfil (Dep. central, nínxol 154: Família Cardona, espòs de sa germana, enterrada aquí)
- Enric Llaudet i Ponsa (Barcelona, 1916 - 2003), president del Futbol Club Barcelona.
- Juli Gonzalvo i Falcon (Mollet del Vallès, 1917 - Barcelona, 2003), futbolista del RCD Espanyol i del FC Barcelona (Dep. 5, 5, nínxol 1837).
- Francesc Perelló i Picchi (Barcelona, 1918 - 2003), directiu esportiu, president del Reial Club Deportiu Espanyol.
- Enric Bernat Fontlladosa (Barcelona, 1923 - 2003), empresari, fundador de Chupa Chups.
- Manuel Méler Urchaga (Barcelona, 1922 - 2006), advocat, empresari, president del RCD Espanyol.
- José Luis Martínez Sansalvador (Barcelona, 1932 - 2006), actor de doblatge (Dep. 5, 6, nínxol 5179).
- Frederic Riera-Marsá i Llambí (Barcelona, 1917 - 2008), empresari d'alimentació.
- Ramon Calduch (Barcelona, 1928 - 2008), cantant popular (Dep. 5, 2, nínxol 2165).
- Glòria Roig i Fransitorra (Barcelona, 1936 - 2008), actriu de televisió i dobladora de cinema (Dep. central, nínxol 4559, pis 2).
- Ricard Maxenchs (Barcelona, 1953 - 2008), periodista esportiu (Dep. central, tomba menor 22).
- Pere Català i Roca (Valls, Alt Camp, 1923 - Barcelona, 2009), fotògraf i historiador (Dep. central, 5, nínxol 1405)
- Ricard Palmerola i Buxadós (Barcelona, 1921 - 2010), actor i doblador.
- Eduard Manchón i Molina (Barcelona, 1930 - 2010), futbolista del FC Barcelona.
- Teresa Cervelló Nadal (Montblanc, 1950 - Barcelona, 2010), jurista, primera dona nomenada pel Consejo General del Poder Judicial.
- Martí Torrent i Blanchart (Arenys de Mar, 1912 - Barcelona, 2012), polític català independentista.
- Agustí Cohí Grau (el Vendrell, 1921 - 2012), compositor i pedagog musical (Dep. 4, tomba menor 23, "Enric Irles y familia").
- Estanislau Basora i Brunet (Navàs, 1926 - Las Palmas de Gran Canaria, 2012), futbolista del FC Barcelona (Dep. 6, 1, nínxol 596).
- Enric Lluch i Martín (Barcelona, 1928 - 2012), geògraf.
- Carlos Pujol Jaumeandreu (Barcelona, 1936 - 2012), poeta, traductor, editor, historiador de la literatura i novel·lista (Dep. 5, 6, nínxol 3023).
- Albina Francitorra i Aleñà (Barcelona, 1912 - 2013), periodista i escriptora, mare de Montserrat Roig (Dep. central, nínxol 4559, pis 2n)[11]
- Maria Girona i Benet (Barcelona, 1923 - 2015), pintora, gravadora i activista cultural (Dep. 5è, tomba 8?)
- Jaime Camino (Barcelona, 1936 - 2015), director de cinema (Dep. 8è, panteó T)
- Ena Alba Clement (Filomena Alba Cañada) (València, 1925 - Barcelona, 2016), actriu (Dep. 6è, pis, 1, nínxol 43)[12]
- Claudi Esteva i Fabregat (Marsella, 1918 - Barcelona 2017), antropòleg cultural i historiador americanista (Dep. 5, nínxol 3696)
- Joan Colom i Altemir (Barcelona, 1921 - 2017), fotògraf (Dep. 4t, pis 3, nínxol 246)
- Albert Mallofré i Milà (Vilanova i la Geltrú, 1926 - Barcelona, 2017), periodista i crític musical (Dep. 5, cinerari 34)
- Eva Serra i Puig (Barcelona, 1942 - 2018), historiadora i activista política.
- Josep Maria Blanco Ibarz (Barcelona, 1926 – 2019), dibuixant de còmics.[13]
- Joan Pineda i Sirvent (Barcelona, 1931 - 2020), compositor i intèrpret de música de cinema (Dep. 5, nínxol 5069)
- Josep Maria Gay de Liébana Saludas (Barcelona, 1953 – 2021), economista i divulgador econòmic (Dep. central, pis 7, nínxol 2.898)
- Josep Navarro i Vives (Barcelona, 1931- 2023), pintor (departament 6è, cinerari esp. tancat 39, pis 3)